# Geitocochylis
Geitocochylis is een geslacht van vlinders van de familie bladrollers (Tortricidae).

## Soorten
- G. gustatoria Razowski, 1984
- G. gyrantrum Razowski, 1984
- G. paromala Razowski, 1984
- G. tarphionima Razowski, 1984